# Sandra Dickinson
Sandra Dickinson (* 20. Oktober 1948 in Washington, D.C. als Sandra Searles) ist eine US-amerikanische Schauspielerin, die durch ihre Darstellung der Trillian in der Fernsehverfilmung von Per Anhalter durch die Galaxis bekannt wurde.

## Leben
Nach ihrem High-School-Abschluss in Bethesda absolvierte Sandra Dickinson ein Schauspielstudium an den Universitäten von Wisconsin und Boston. Sie zog nach England und hatte 1973 ihre erste Rolle in der britischen Science-Fiction-Komödie The Final Programme. Anschließend spielte sie Gastrollen in verschiedenen Fernsehserien. 1978 heiratete sie den britischen Schauspieler Peter Davison, der als Darsteller des Tristan Farnon in Der Doktor und das liebe Vieh und noch später als der fünfte Darsteller des Doctor Who bekannt wurde. Zusammen haben sie eine Tochter, die Schauspielerin Georgia Moffett. 1980 schrieb Dickinson zusammen mit ihrem Mann die Titelmusik zur Kindersendung Button Moon, gemeinsam traten sie auch in Theaterproduktionen von Die Eule und das Kätzchen und Barfuß im Park auf. Die Ehe wurde 1994 geschieden.
Ihre bekannteste Rolle spielte sie 1981 in der BBC-Produktion Per Anhalter durch die Galaxis von Douglas Adams. Die blonde und hellhäutige Amerikanerin passte eigentlich überhaupt nicht auf Adams’ Beschreibung der Trillian in seinen Büchern, dieser war jedoch von ihrem Vorspiel so überzeugt, dass er sogar Dickinsons amerikanischen Akzent beibeließ. Ihr Mann spielte in der Serie eine kurze Gastrolle. Nach diesem Erfolg spielte Dickinson einige Nebenrollen in großen Filmproduktionen wie Karriere durch alle Betten und Superman III – Der stählerne Blitz. 1991 trat sie in einer Episode der populären HBO-Serie Geschichten aus der Gruft an der Seite von Malcolm McDowell auf.
Daneben sprach Dickinson neben Kevin Bacon und Bob Hoskins die Rolle der Sylvie im Zeichentrickfilm Balto und eine der Rollen in der Kindersendung Teletubbies. In der BBC-Radioproduktion von Macht’s gut, und danke für den Fisch wiederholte sie die Rolle der Trillian/Tricia McMillan. Zwischen 2003 und 2004 trat sie im Musical Tschitti Tschitti Bäng Bäng auf, weitere Musicalauftritte hatte sie in Dames at Sea und Wie man Erfolg hat, ohne sich besonders anzustrengen.

## Filmografie (Auswahl)
- 1973: Verrückt und gefährlich (The Final Programme)
- 1974–1975: Des O’Connor Entertains (Fernsehserie, 8 Episoden)
- 1981: Per Anhalter durch die Galaxis (The Hitch Hikers Guide to the Galaxy)
- 1983: Superman III – Der stählerne Blitz (Superman III)
- 1983: Karriere durch alle Betten (The Lonely Lady)
- 1984: Supergirl
- 1985: What Mad Pursuit? (Fernsehfilm)
- 1986: Mord mit verteilten Rollen (Dead Man’s Folly, Fernsehfilm)
- 1987: Christmas Night with the Two Ronnies (Fernsehfilm)
- 1991: Geschichten aus der Gruft (Tales from the Crypt, Fernsehserie, 1 Episode)
- 1995: Llety Piod (Fernsehfilm)
- 1996: Space Truckers
- 2004: Caught in the Act (Fernsehfilm)
- 2007: Stagknight
- 2009: Tormented
- 2009: Malice in Wonderland
- 2009: New Tricks – Die Krimispezialisten (New Tricks, Fernsehserie, Episode 6x04)
- 2017: You, Me and Him
- 2018: Ready Player One
- 2018: Intrigo – Tod eines Autors (Intrigo: Death of an Author)
- 2019: Dead Fred
- 2022: The Batman